# Vlasta Matulová
Vlasta Matulová (31. října 1918 Brno – 18. dubna 1989 Praha) byla česká herečka.

## Život
Absolvovala dramatické oddělení brněnské konzervatoře (1937), hrát divadlo začala v rodném Brně, kde v letech 1937–1938 hostovala v Zemském divadle. Do dalšího angažmá nastoupila u divadelní společnosti K. Jičínského (1938/1939) a později jednu sezonu působila ve Východočeském divadle v Pardubicích.
Od roku 1940 až do doby svého odchodu do důchodu v roce 1984 hrála v činoherním souboru Národním divadle v Praze.. Roku 1940 se provdala za JUDr. Kamila Vaetera, odborového radu ministerstva financí, manželství nebylo šťastné. Roku 1958 se provdala podruhé, za divadelního a filmového manažera Jiřího Šebora, polovinu tvůrčí skupiny Šebor-Bor.
Zejména v době svého mládí byla poměrně vyhledávanou filmovou herečku půvabného zjevu s příjemným hlasovým projevem a neokázalým civilním hereckým stylem. Věnovala se rovněž recitaci a vystupovala v rozhlase a televizi.. Vyučovala rovněž na pražské konzervatoři. V roce 1984 odešla do důchodu. Zemřela roku 1989 v Praze. Byla pohřbena na Vinohradském hřbitově.

## Politický postoj
V roce 1946 podepsala prokomunistické „Májové poselství kulturních pracovníků českému lidu!“ publikované před parlamentními volbami do Národního shromáždění. Tento předvolební manifest podepsalo celkem 843 kulturních pracovníků a komunisté volby vyhráli. V roce 1948 podepsala výzvu prokomunistické inteligence Kupředu, zpátky ni krok!, jež byla vydána dne 25. února 1948 na podporu komunistického převratu. V roce 1977 podepsala „Antichartu“.

## Ocenění
- 1958 Vyznamenání Za vynikající práci
- 1961 ocenění zasloužilá členka ND
- 1966 titul zasloužilá umělkyně

## Divadelní role, výběr
- 1940 R. B. Sheridan: Škola pomluv, Slečna Mary, Prozatímní divadlo, režie Jiří Frejka
- 1950 Carlo Goldoni: Sluha dvou pánů, Beatrice Rasponi, Národní divadlo, režie Karel Dostal
- 1951 William Shakespeare:Othello, Desdemona, Tylovo divadlo, režie Jan Škoda
- 1954 William Shakespeare: Benátský kupec, Jessika, Národní divadlo, režie František Salzer

## Filmografie
- Televize
- 1982 Kočičí hra (záznam divadelní inscenace)
- 1977 Paličova dcera
- 1967 Ženitba
- Film
- 1966 Flám
- 1964 Atentát
- 1964 Hvězda zvaná Pelyněk
- 1963 Handlíři
- 1963 Tvár v okne
- 1962 Neděle ve všední den
- 1959 Kruh
- 1957 Padělek
- 1956 Proti všem
- 1955 Jan Žižka
- 1954 Jan Hus
- 1950 Veselý souboj
- 1947 Křižovatka
- 1946 Nezbedný bakalář
- 1944 Pancho se žení
- 1943 Experiment
- 1942 Přijdu hned
- 1941 Modrý závoj
- 1941 Pantáta Bezoušek
- 1941 Turbina
- 1940 Čekanky
- 1940 Minulost Jany Kosinové